# Wieland Kiess
Wieland Kiess (* 23. März 1958 in Schwenningen am Neckar) ist ein deutscher Kinderarzt und Hochschullehrer. Hauptarbeitsgebiete von Kiess sind die allgemeine Kinderheilkunde und Jugendmedizin sowie die Endokrinologie und Diabetologie.

## Vita
Wieland Kiess legte das Abitur 1977 am Goldberg-Gymnasium in Sindelfingen ab. Von 1977 bis 1979 absolvierte er die vorklinischen Semester an der Universität Tübingen, von 1979 bis 1983 studierte er an der Technischen Universität München, am Klinikum Rechts der Isar. 1981 erfolgte ein Studienaufenthalt in Community Medicine, am St. Thomas Hospital London und 1982 ein weiterer in Endokrinologie am Royal Victoria Infirmary, Newcastle-upon-Tyne.
Von 1983 bis 1992 war Wieland Kiess in München in der Universitäts-Kinderklinik Assistenzarzt, unterbrochen von einem dreijährigen Aufenthalt in den USA als Visiting Research Fellow an den National Institutes of Health. Nachdem er in München Oberarzt geworden war, wechselte er an die Universität Gießen, wo er von 1994 bis 1997 Stellvertreter des Abteilungsleiters der Abteilung Allgemeine Pädiatrie und Neonatologie war. 1998 wurde Wieland Kiess zum Professor für Allgemeine Pädiatrie an der Universität Leipzig berufen. Damit wurde er Direktor der Leipziger Universitäts-Kinderklinik. 2010 wurde er zu einem der Vorstände des Großforschungsprojekts LIFE (Leipziger Forschungszentrum für Zivilisationserkrankungen) berufen. Er war außerdem im Leipziger Integrierter Forschungsbereich Adipositaserkrankungen sowie in zahlreichen anderen Verbundprojekten der Universität Leipzig in Vorstands- oder Leitungsgremien tätig. 2024 wurde er an der Universität Leipzig emeritiert. Im selben Jahr wurde er zum Mitglied der Academia Europaea gewählt. 

## Ämter
Wieland Kiess war unter anderem Dekan der Medizinischen Fakultät der Universität Leipzig (2002–2005), medizinisch-wissenschaftlicher Leiter des Departments für Frauen- und Kindermedizin des Universitätsklinikums Leipzig (2010–2013), Präsident der Deutschen Diabetes Gesellschaft, Tagungspräsident der Deutschen Gesellschaft für Kinderheilkunde und Jugendmedizin (2002) und Tagungspräsident der Deutschen Diabetes Gesellschaft sowie der Deutschen Adipositas Gesellschaft (2014). Er war lange Jahre Mitglied des Senats der Universität Leipzig. Er ist in zahlreichen deutschen, europäischen und nordamerikanischen Fachgesellschaften Mitglied sowie (Mit-)Herausgeber mehrerer Fachzeitschriften. Von 2011 bis 2012 war er Präsident der Europäischen Gesellschaft für Pädiatrische Endokrinologie und Vorsitzender der 51. Jahrestagung der Europäischen Gesellschaft für Pädiatrische Endokrinologie (ESPE) im Jahr 2012. Die ESPE verlieh Kiess 2016 mit dem Andrea-Prader-Preis ihre höchste Auszeichnung.

## Ehrungen
- Sächsischer Verdienstorden (2023)[1]
- Andrea-Prader-Preis (2016)[2]
- DAG-Medaille der Deutschen Adipositas-Gesellschaft (2018)
- Adalbert-Czerny-Preis (1994)[3]
- Marius-Tausk-Förderpreis der Deutschen Gesellschaft für Endokrinologie[4] (1985)